# Реакція Канніццаро
Реа́кція Канніцца́ро — реакція диспропорціонування альдегідів у сильнолужному середовищі із утворенням відповідних спирту і карбонової кислоти. Реакція характерна лише для тих альдегідів, які не мають атомів H на α-атомі Карбону (наприклад, для формальдегіду чи ароматичних альдегідів) і не можуть реагувати за механізмами кротонової чи альдольної конденсацій.
Дану взаємодію відкрив у 1853 році італійський хімік Станіслао Канніццаро.

## Механізм
Реакція проходить у присутності концентрованих лугів, за кімнатної температури. Першопочатково відбувається приєднання OH-групи до альдегіду (1→2). Аніонний комплекс атакує атом Карбону іншої альдегідної молекули, тим самим полегшуючи перехід протона. Паралельно відбувається зсув електронної густини і утворення алкоголят-іона (3→4, 5). Оскільки алкоголяти є сильнішими основами, аніж карбоксилати, то утворюється відповідний спирт (6).
Механізм реакції був підтверджений у 1951 році виділенням проміжних комплексів.

## Перехресна реакція
Взаємодія між різними альдегідами, одним з яких є формальдегід, призводить до окиснення саме формальдегіду:
Формальдегід окиснюється, бо легше приєднує нуклеофільні частки, аніж ароматичні альдегіди, оскільки ті мають нижчу електрофільність карбонільного атома C через спряження з ароматичним ядром.